# جوآن لزلی
 جوآن لزلی (انگلیسی: Joan Leslie؛ زادهٔ ۲۶ ژانویهٔ ۱۹۲۵) یک هنرپیشه اهل ایالات متحده آمریکا است. وی بین سال‌های ۱۹۳۴ تا ۱۹۹۱ میلادی فعالیت می‌کرد.
از فیلم‌ها یا برنامه‌های تلویزیونی که وی در آن نقش داشته است می‌توان به گروهبان یورک، کمیل اشاره کرد.

## زندگی شخصی
لزلی لباس هایی را با نام تجاری همنام خود طراحی کرد. او یک کاتولیک متعهد بود.